# Harald Slott-Møller
Harald Slott-Møller (17 de agosto de 1864 – 20 de outubro de 1937) foi um pintor e escultor dinamarquês. Juntamente com a sua esposa, a pintora Agnes Slott-Møller, foi membro fundador do grupo Den Frie Udstilling (A Exposição Livre).
Nascido en Copenhaga, Slott-Møller era filho do comerciante Carl Emil Møller e de Anna Maria Møller. Após completar o curso preparatório na Real Academia de Belas Artes da Dinamarca (1883), pintou durante três anos sob orientação de Peder Severin Krøyer.

## Seleção de obras

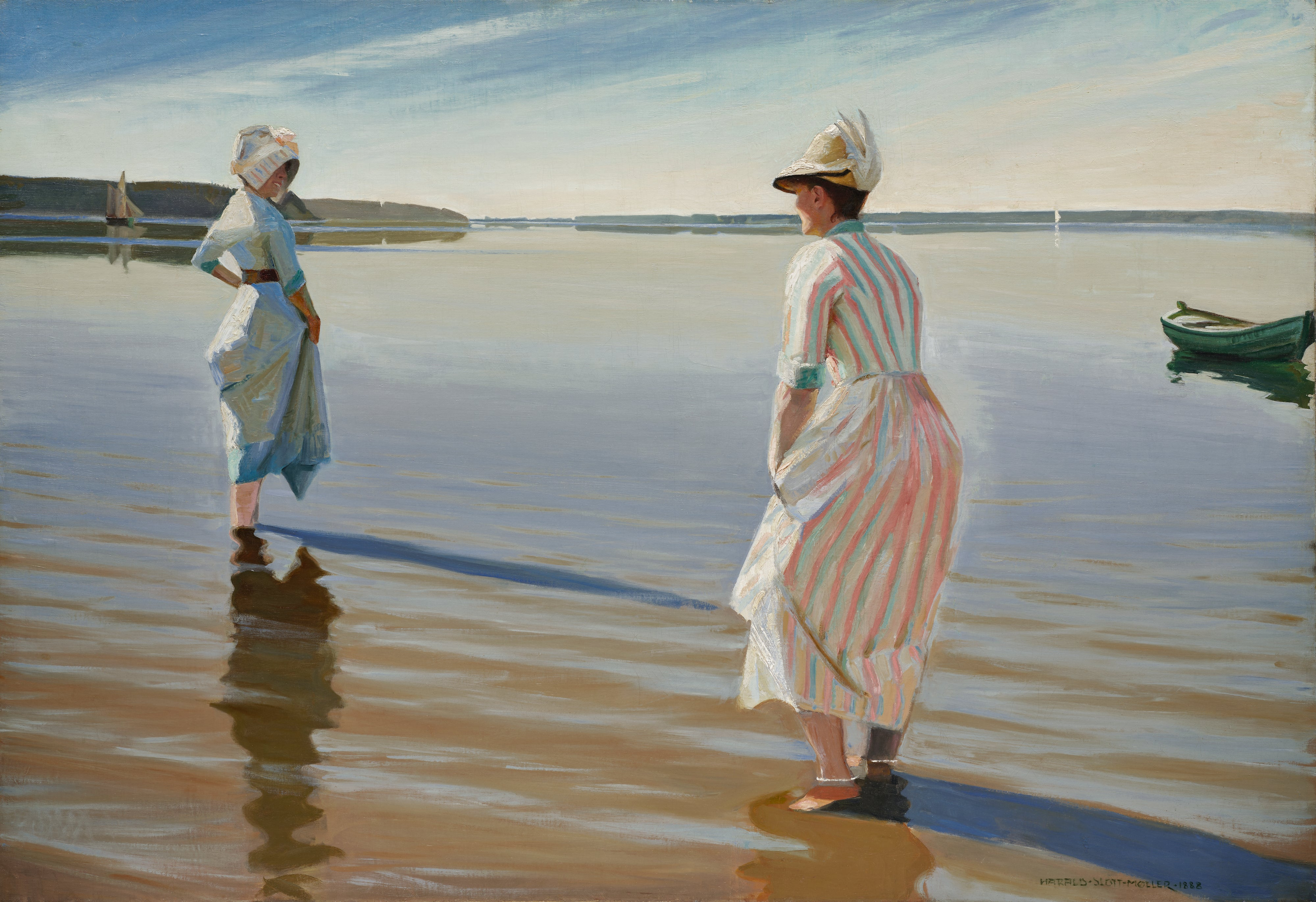
Sommerdag, 1888.
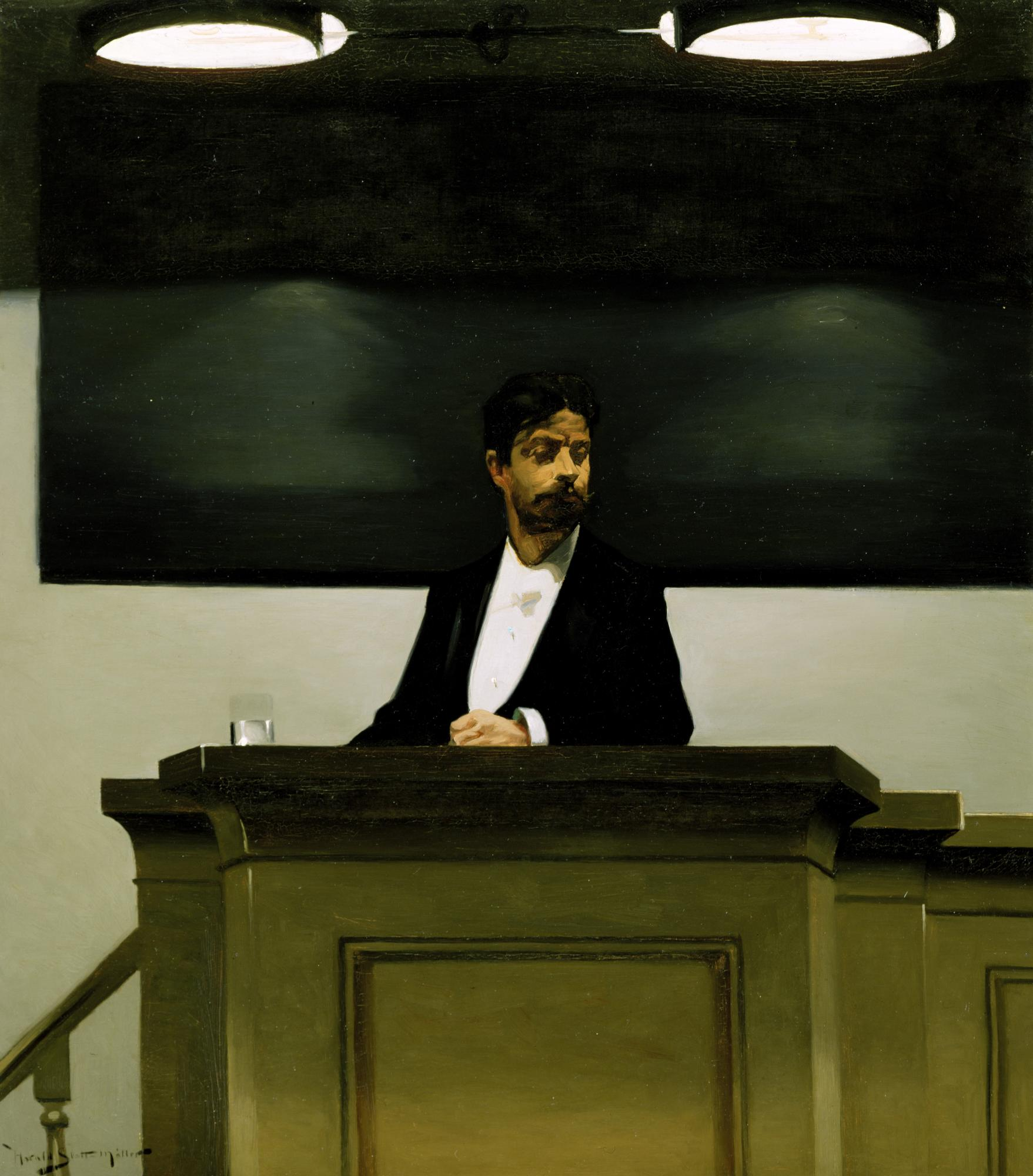
Georges Brandes forelæser på Københavns Universitet, 1889.
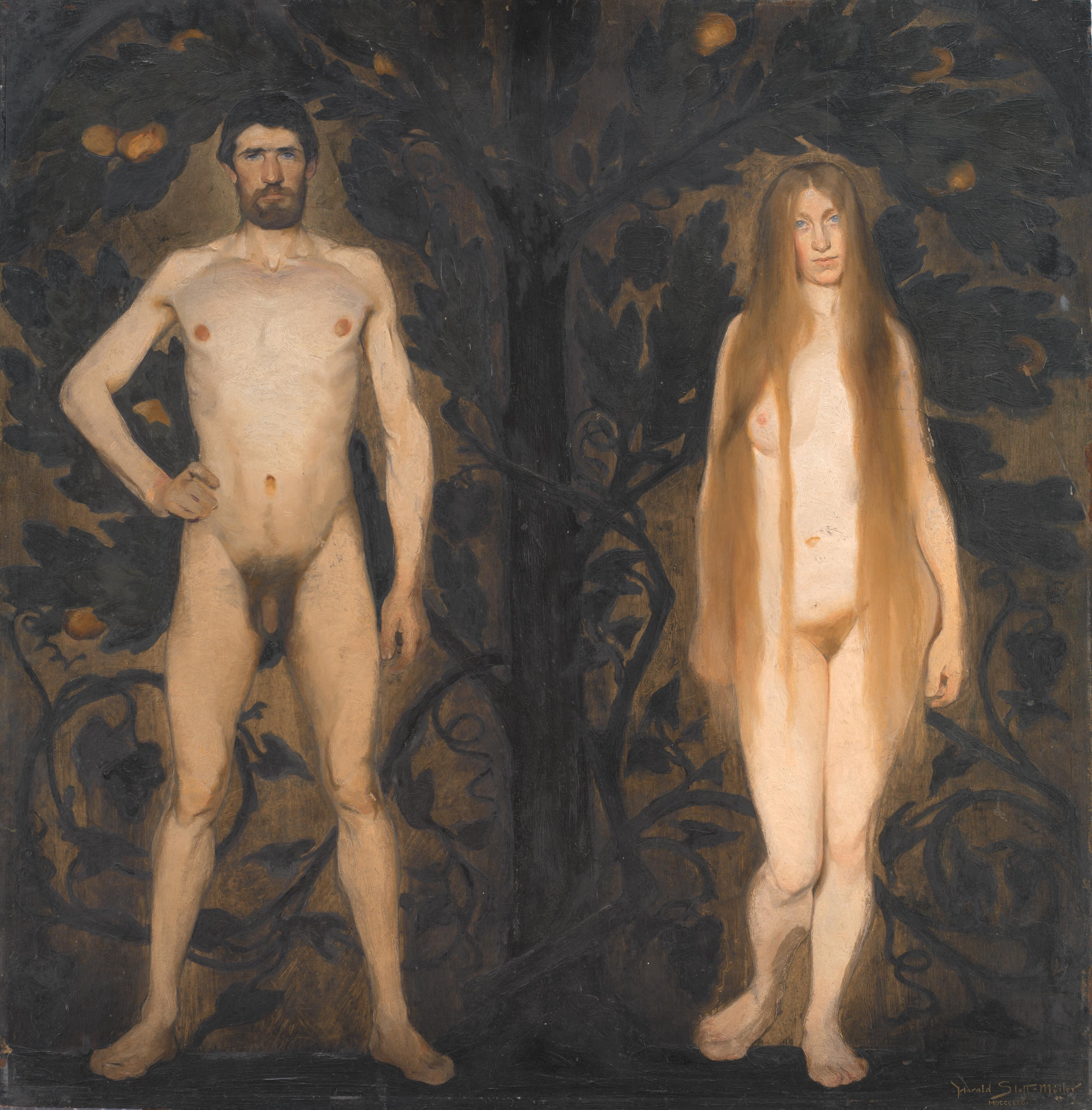
Adam og Eva, 1891, Statens Museum for Kunst.
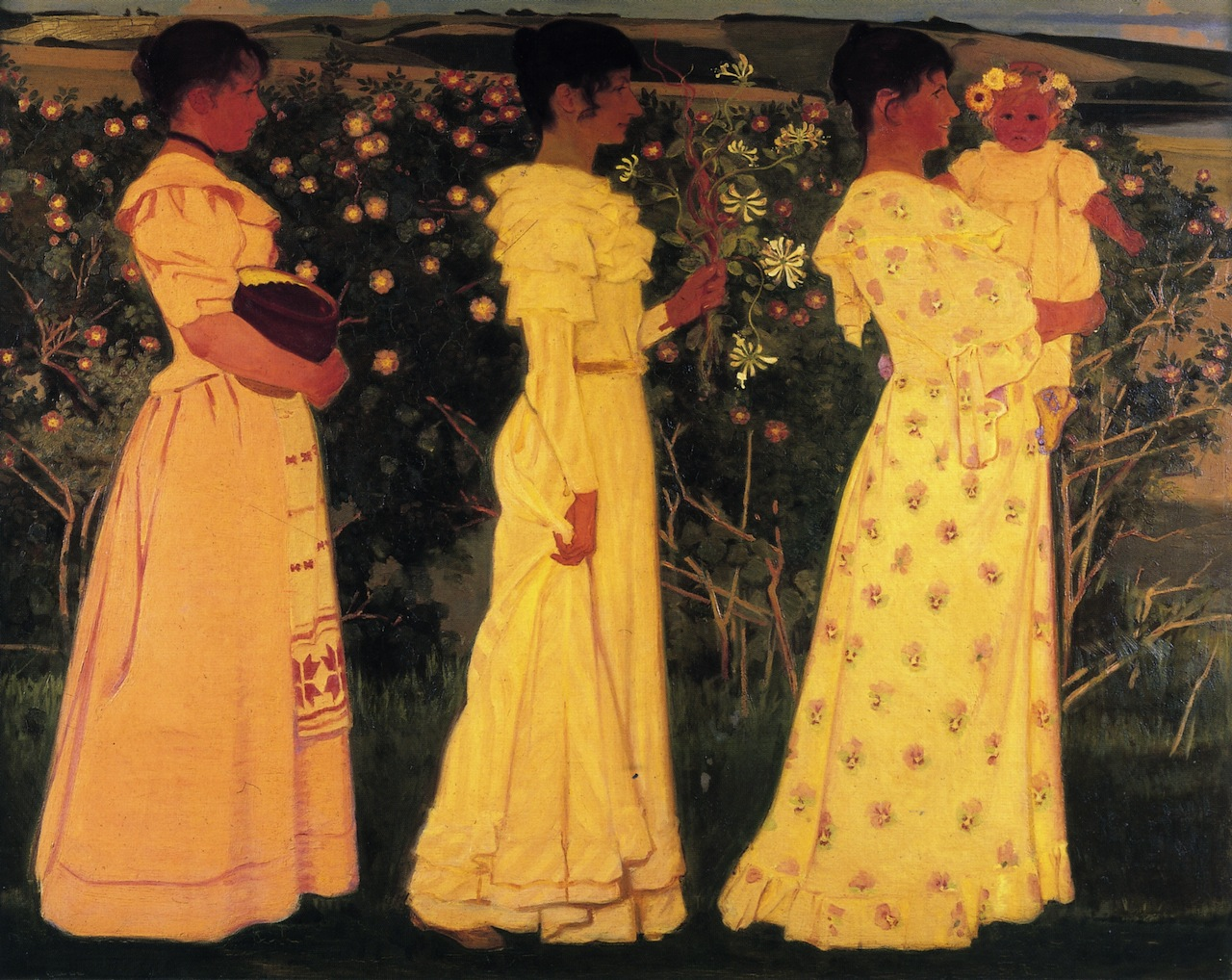
Tre kvinder, 1895.
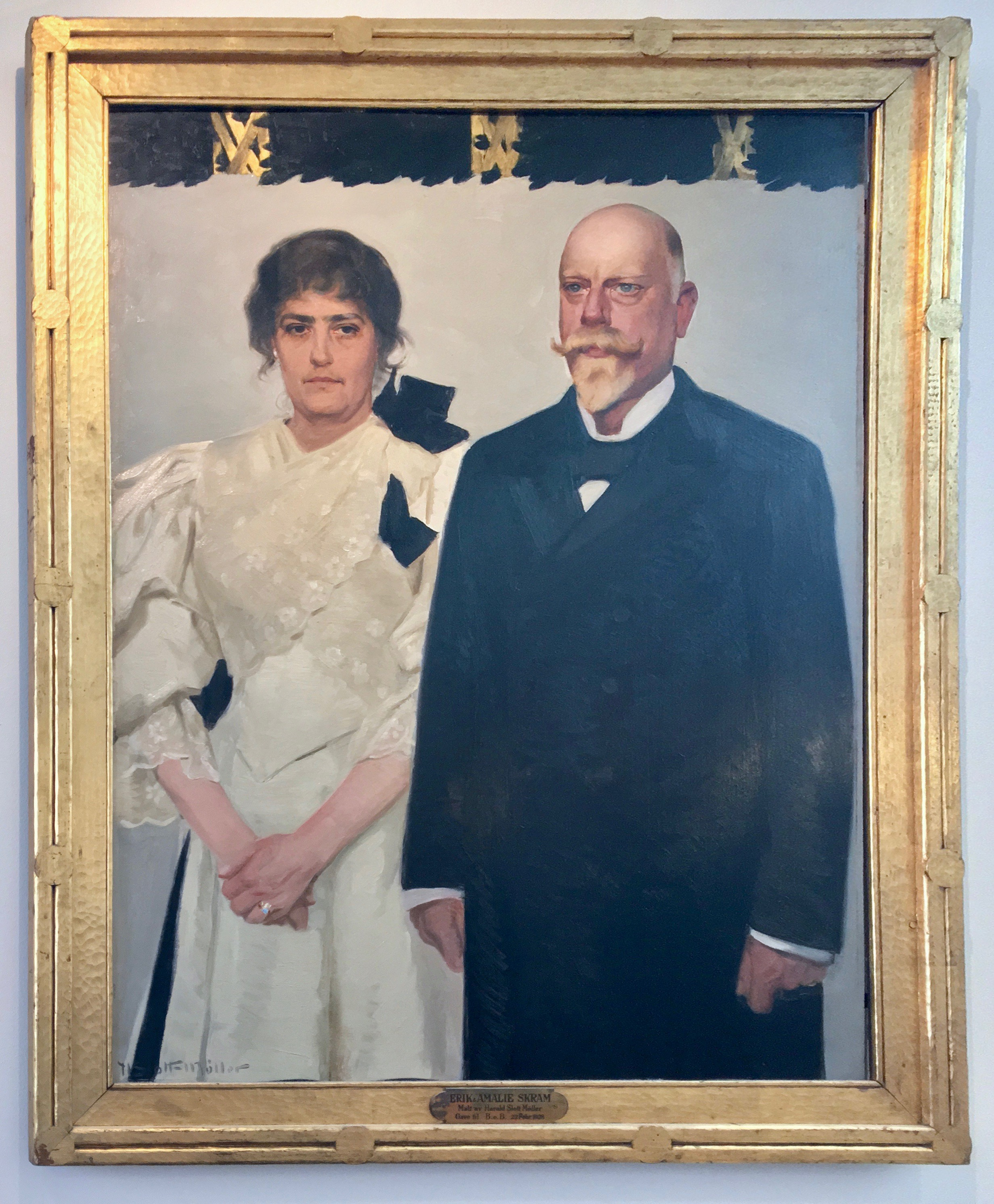
Dobbeltportræt af Amalie og Erik Skram, 1895, Bergen Offentlige Bibliotek.
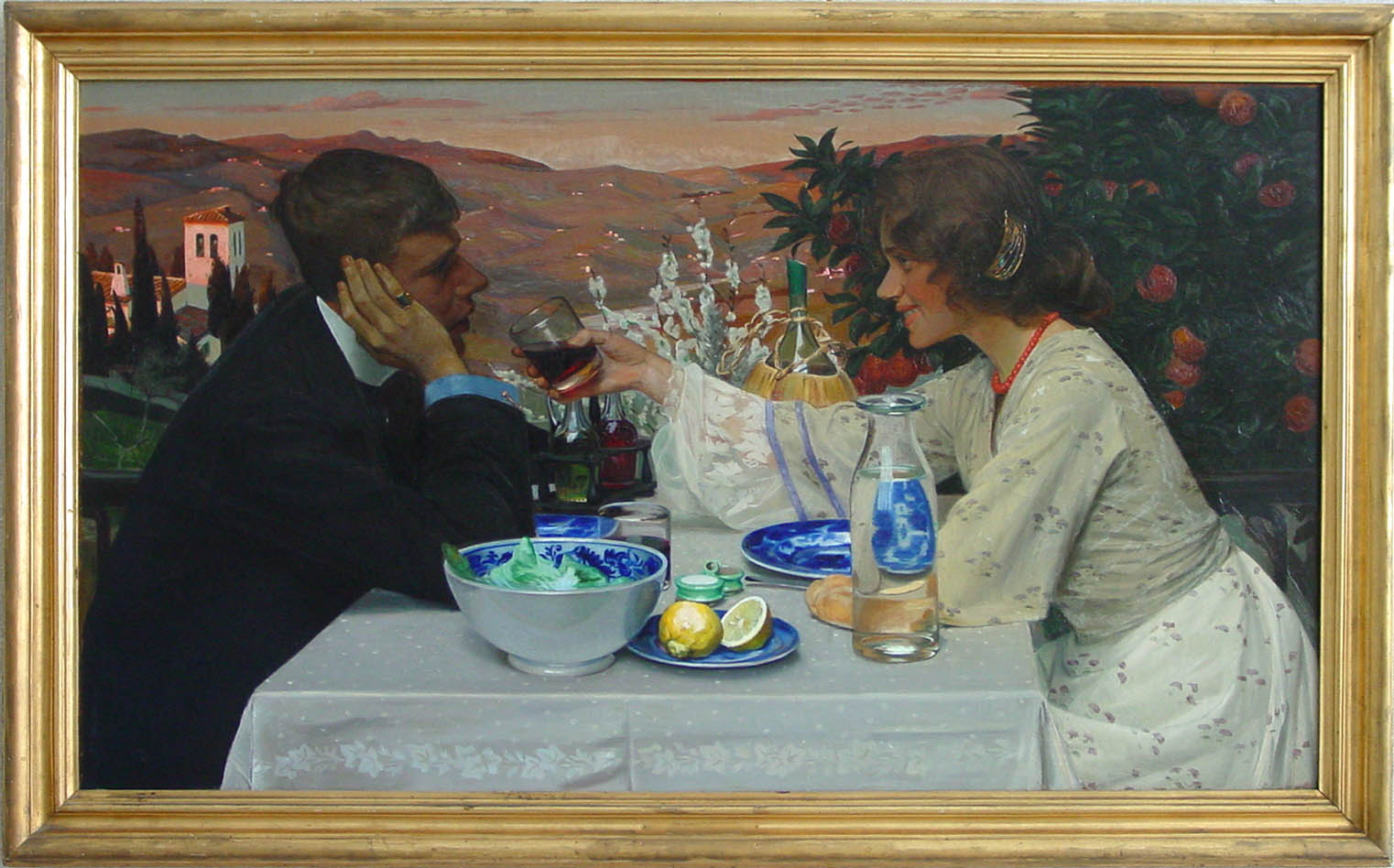
Primavera, 1900/1901, KUNSTEN Museum of Modern Art Aalborg.
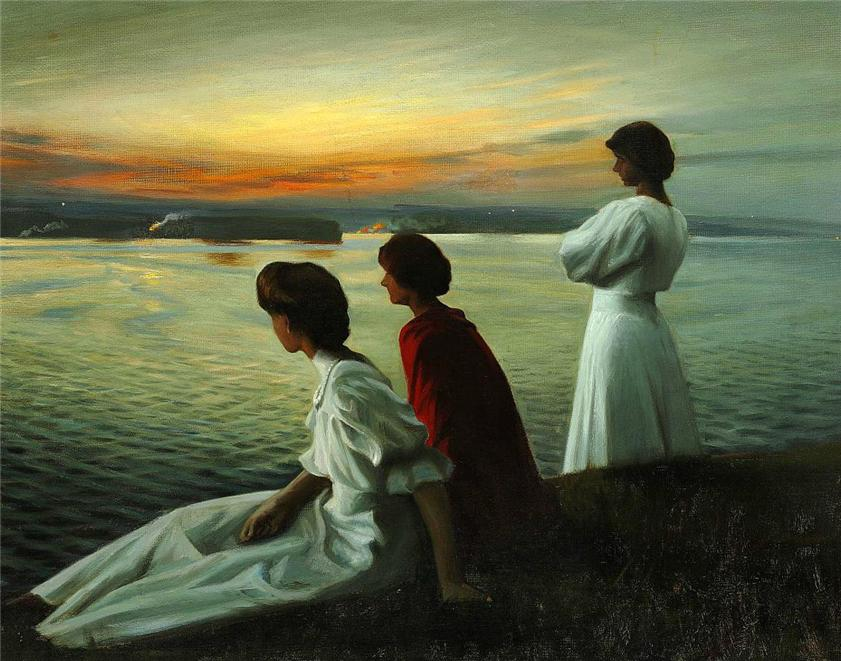
Midsummer's Eve, 1904.
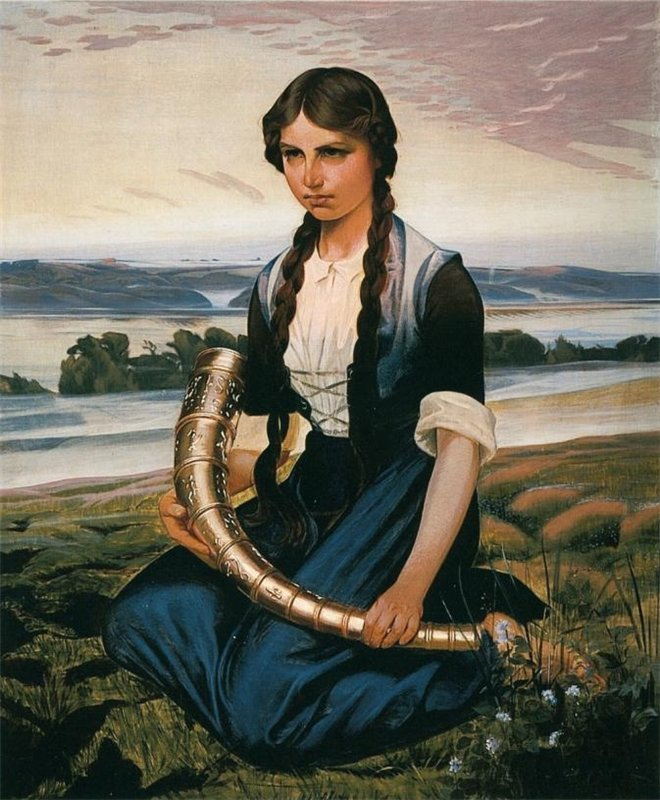
Pigen, der finder guldhornet, 1906, Haderslev Museum.
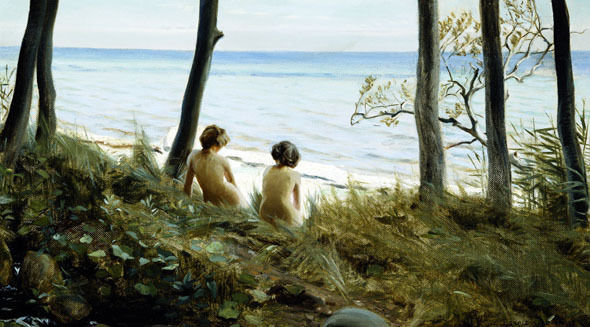
On the beach, 1907.
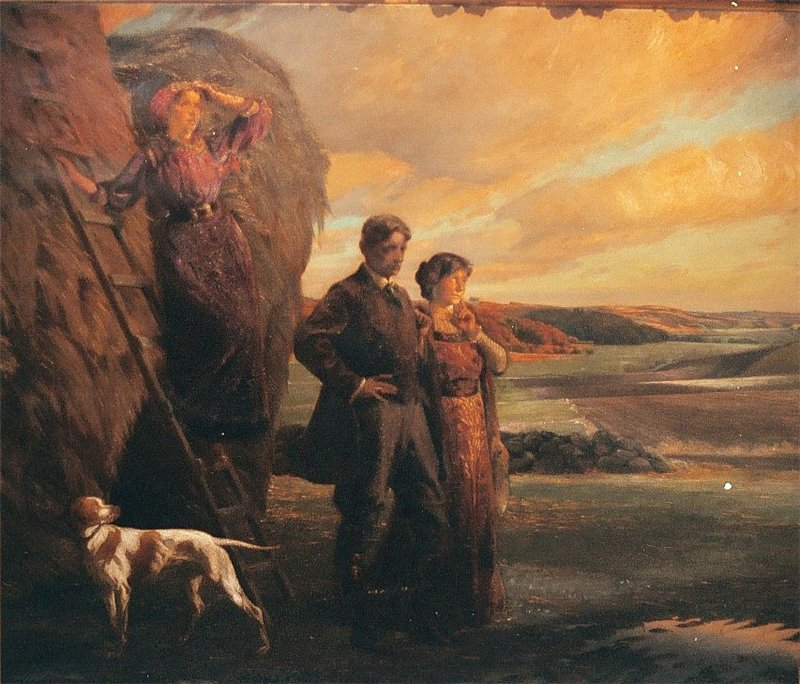
Trækfuglene, 1909.
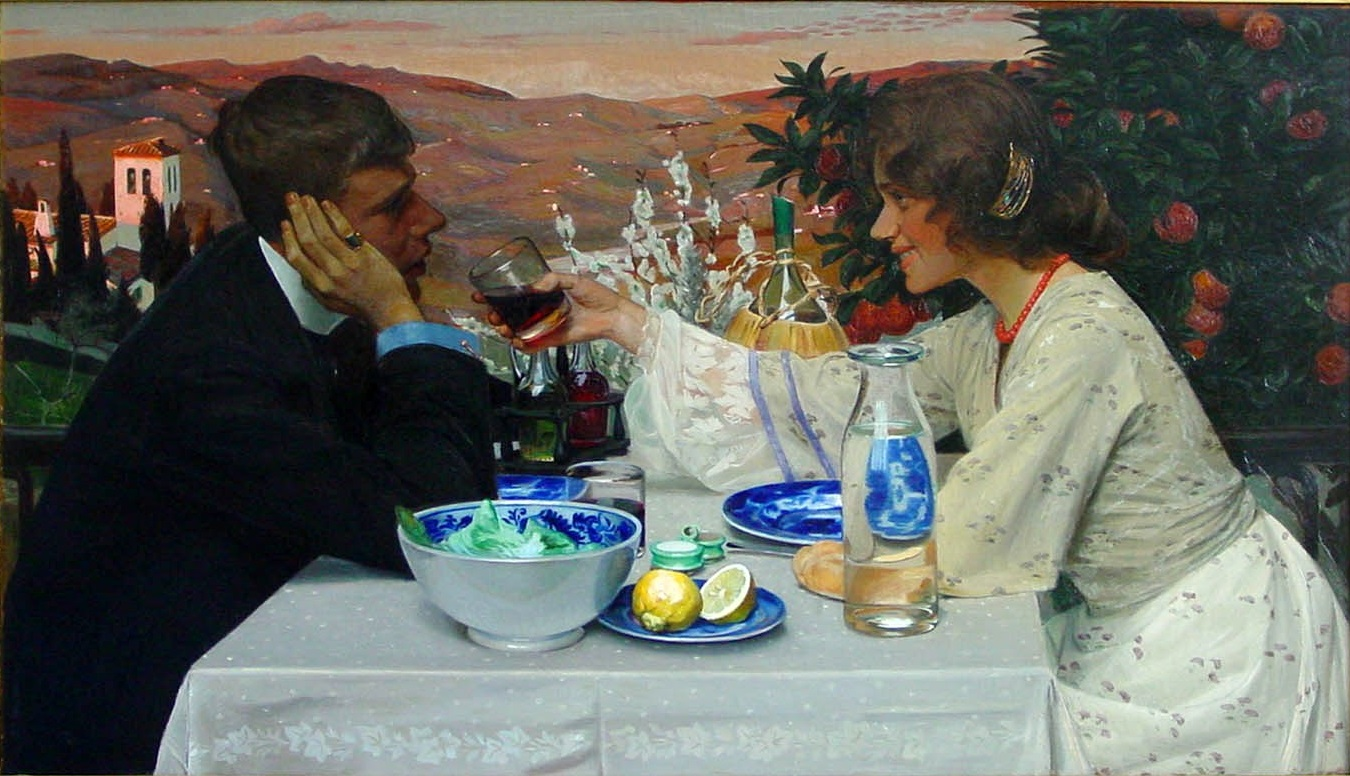
Primavera, 1909.
Jovens nuas, 1910.
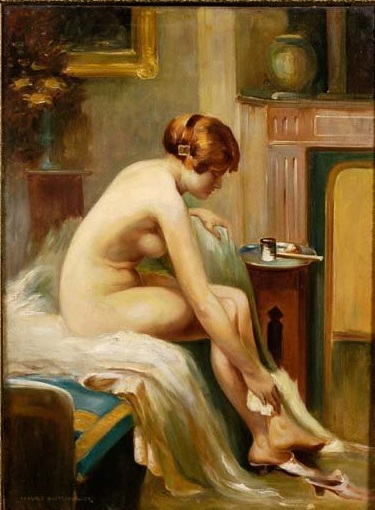
Nude, c. 1910.
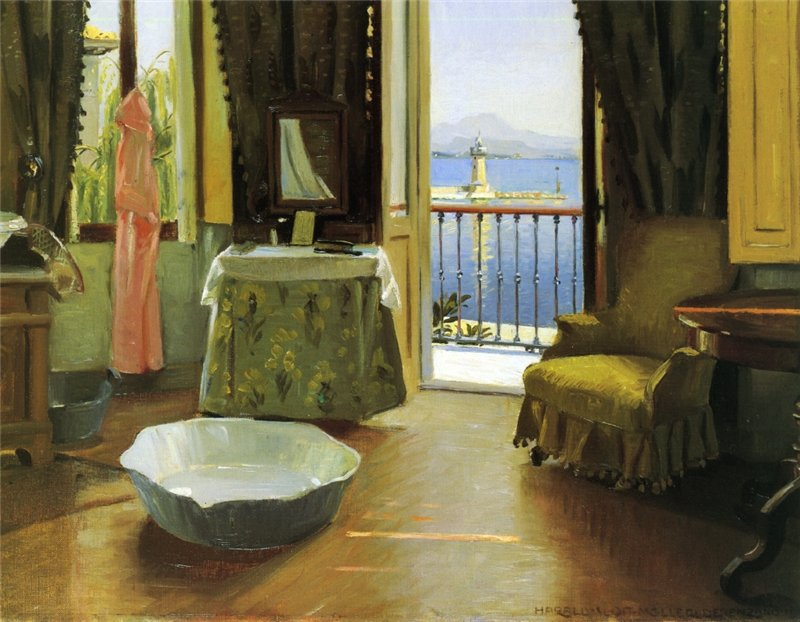
At the Garda lake, 1910.
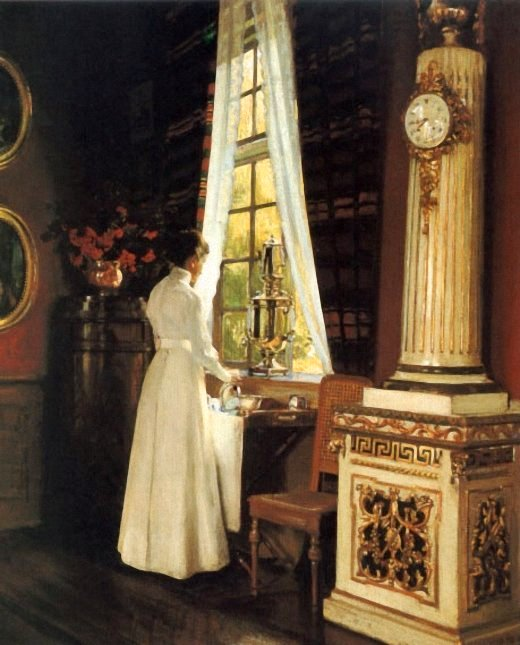
Café da manhã, c. 1910.
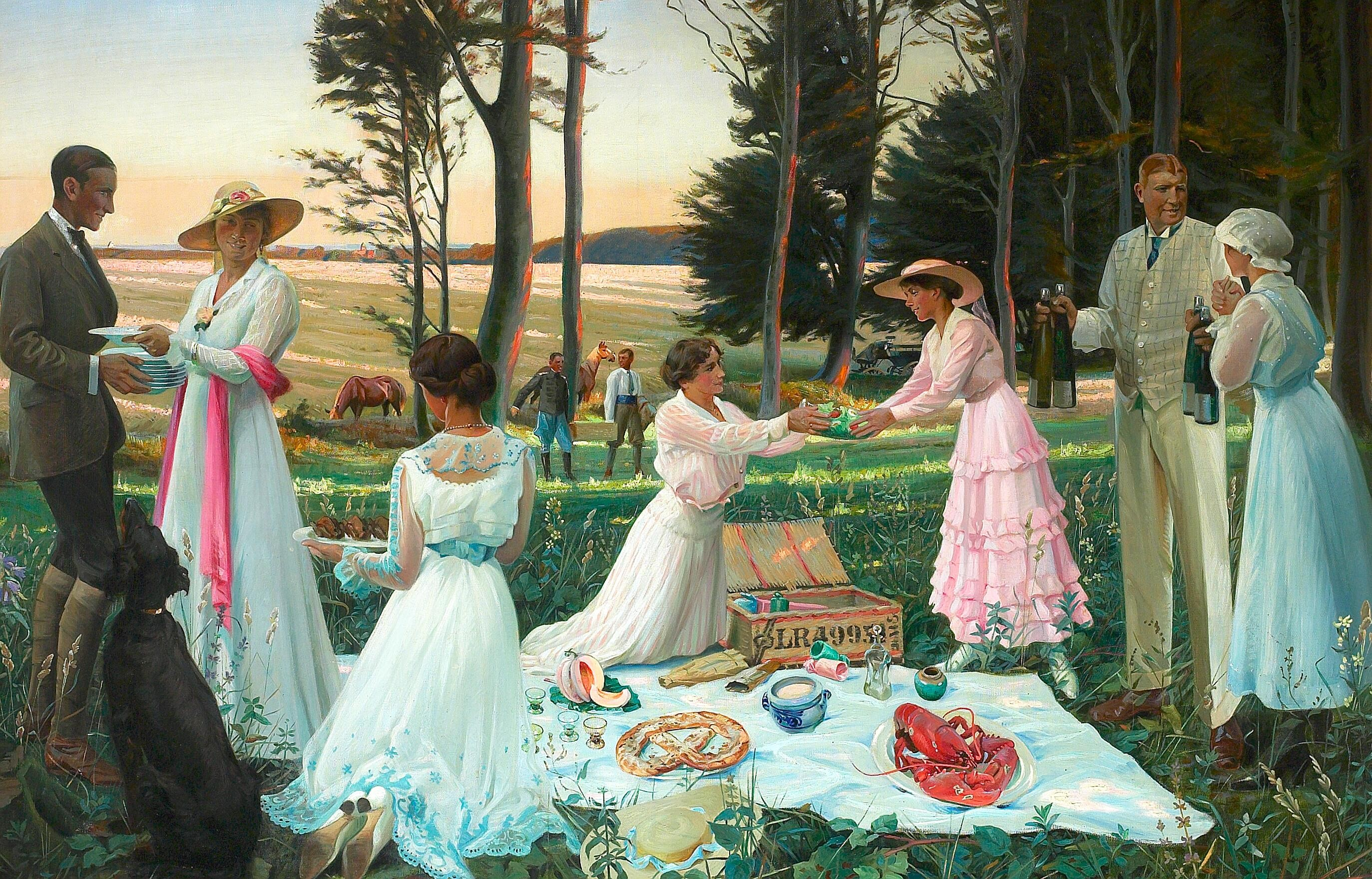
The afternoon picnic, 1919.
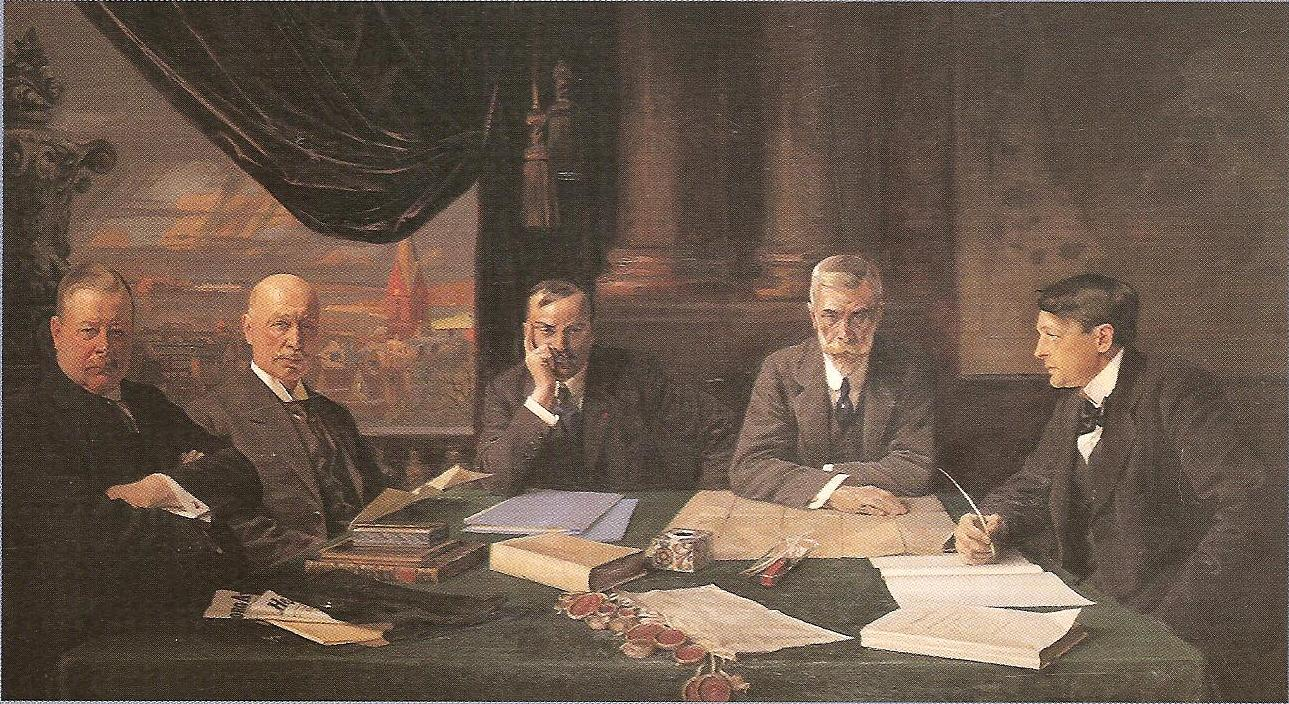
Den internationale kommission for Slesvig, 1920, Folketinget.
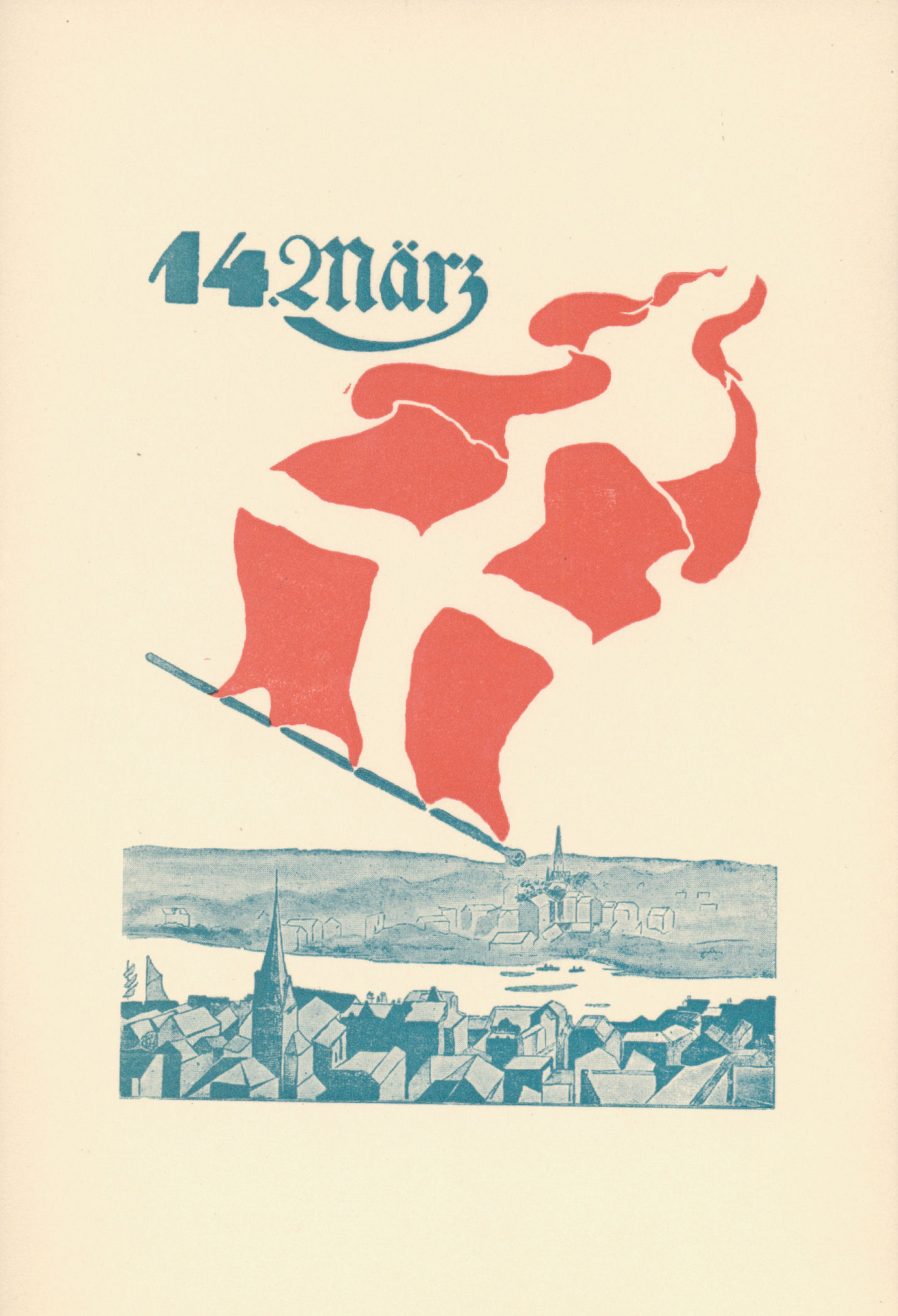
14. März. 1920.
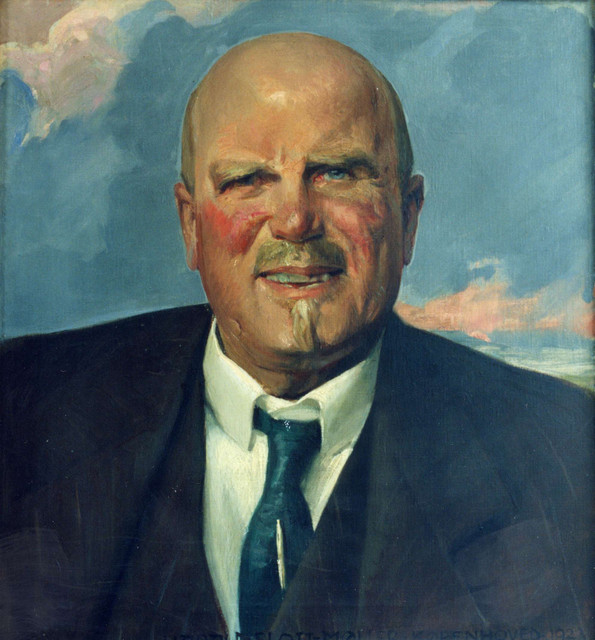
H.D. Kloppenborg-Skrumsager, 1920-1923.
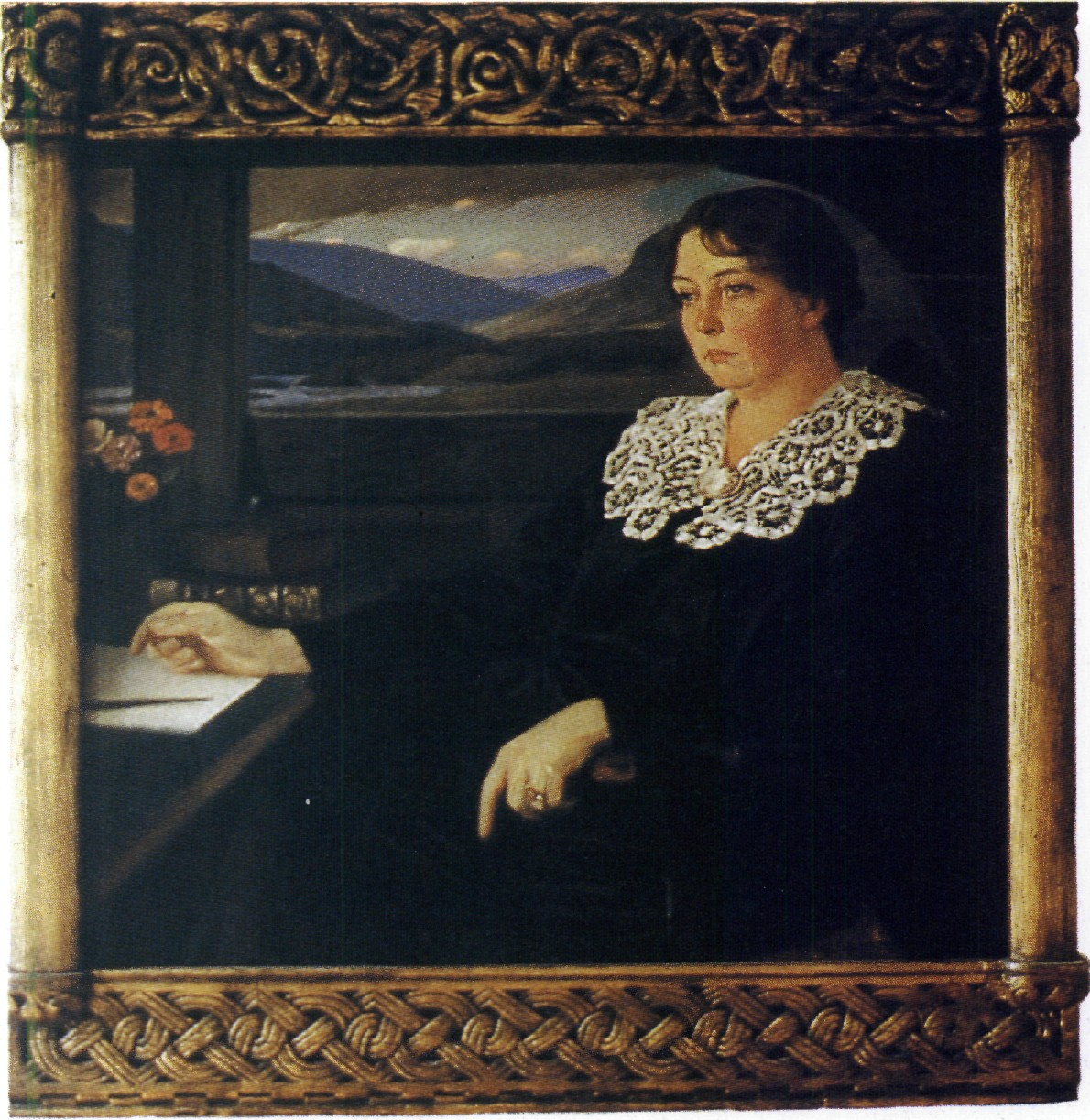
Portræt af Sigrid Undset, 1923, H. Aschehoung & Co, Oslo.
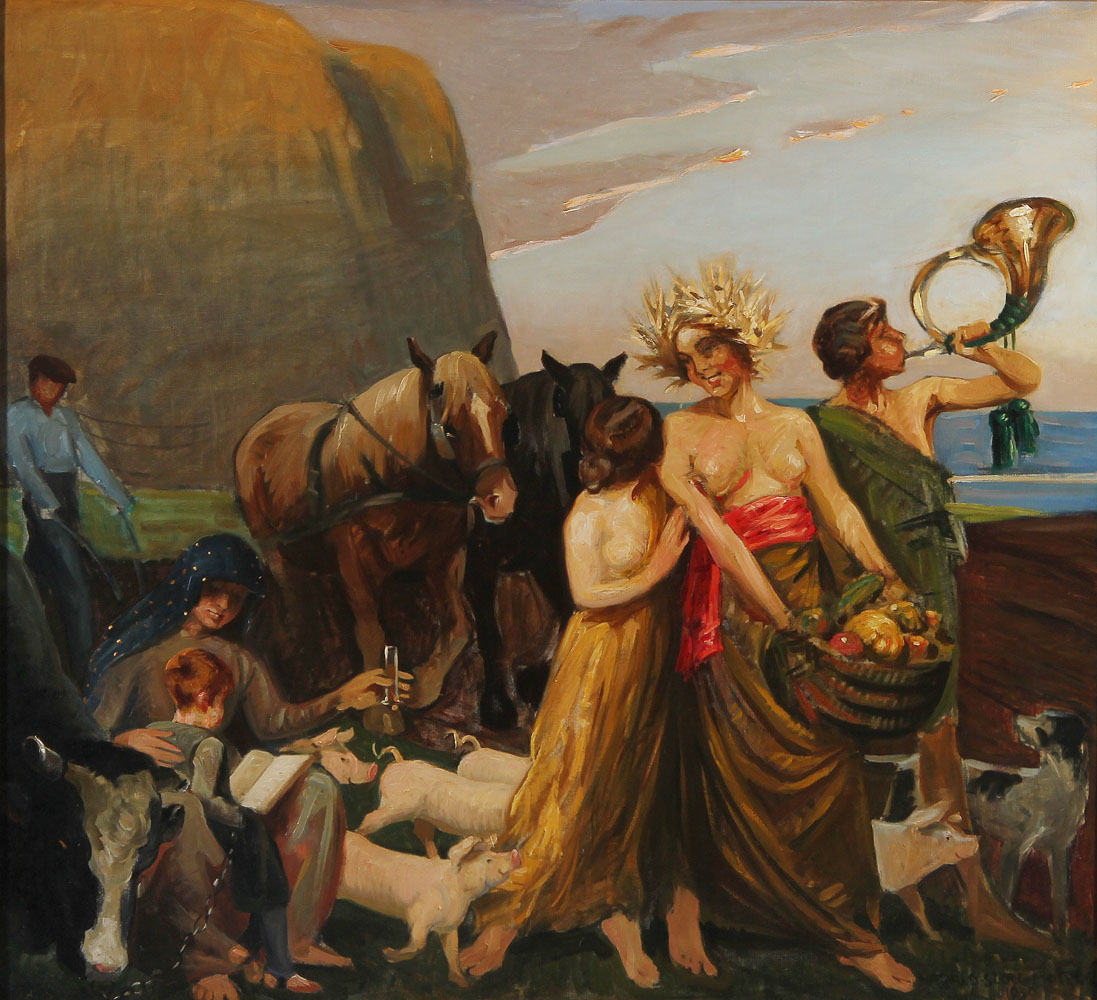
Frugtbarheden, 1930.